# Dàn nhạc giao hưởng Việt Nam

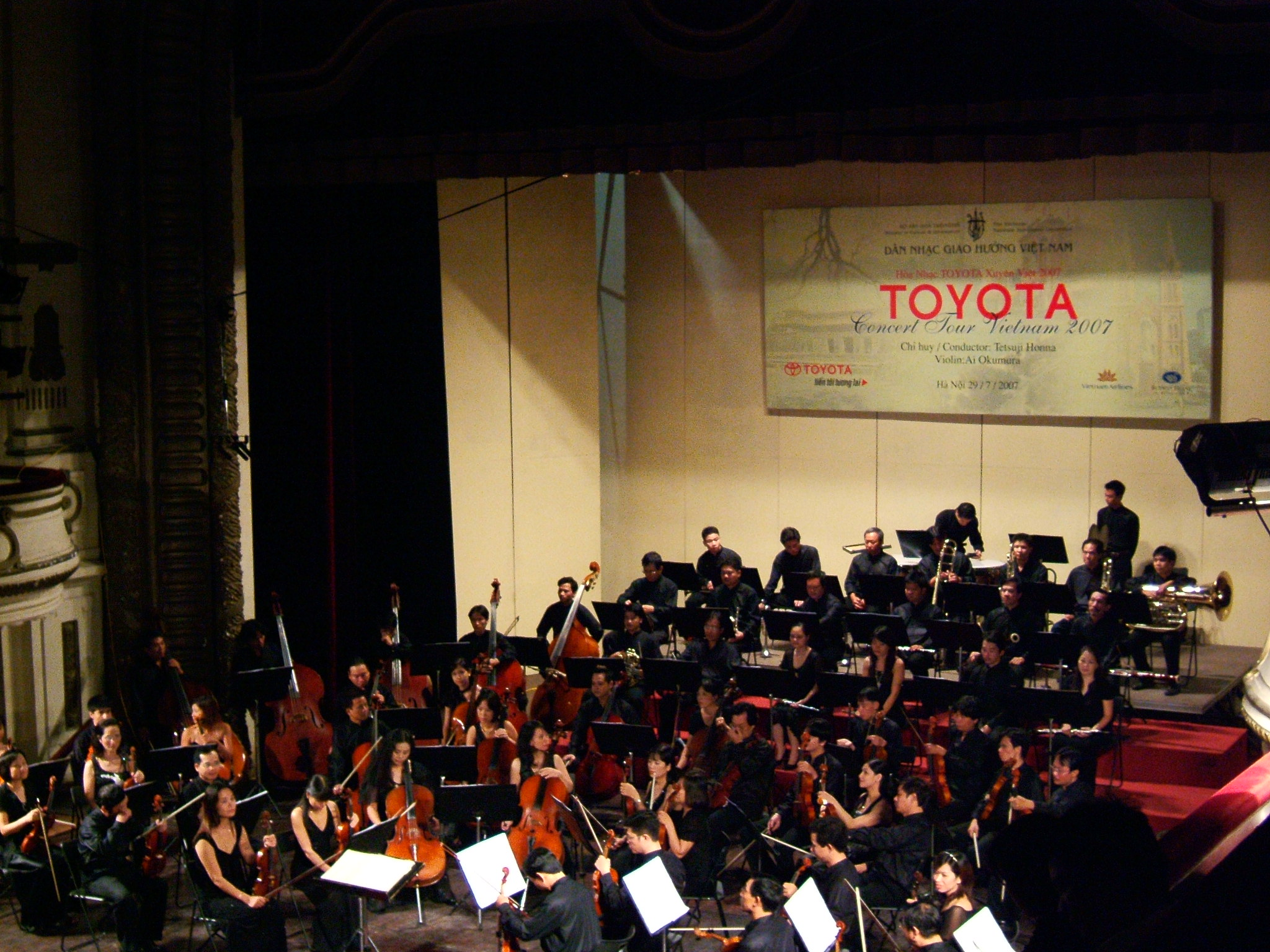
Dàn nhạc Giao hưởng Việt Nam tại Nhà hát Lớn Hà Nội

Dàn nhạc Giao hưởng Việt Nam (VNSO) được thành lập theo quyết định số 79/VH-QĐ, ngày 14/6/1984, trực thuộc Bộ Văn hóa (nay là Bộ Văn hóa, Thể thao và Du lịch). Trong quá trình hình thành và phát triển, VNSO từng bước đạt được những thành tựu rất đáng khích lệ. Đặc biệt trong 10 năm trở lại đây, dàn nhạc đã nâng cao được chất lượng nghệ thuật biểu diễn, không chỉ được khán giả, giới báo chí, giới phê bình âm nhạc và đồng nghiệp ở Việt Nam đón nhận và đánh giá cao mà còn được ghi nhận tại nhiều quốc gia trong khu vực và thế giới thông qua các chuyến lưu diễn trong và ngoài nước.
Dàn nhạc biểu diễn khoảng 40 buổi hoà nhạc một năm với vốn tiết mục đa dạng phong phú từ các tác phẩm âm nhạc cổ điển, lãng mạn đến các tác phẩm hiện đại của các nhạc sĩ Việt Nam và quốc tế, xây dựng và biểu diễn các chùm tác phẩm của nhiều soạn gia nổi tiếng trên thế giới như Mahler Cycle, Beethoven Cycle, Mozart Cycle, Brahm Cycle, J. Strauss Cycle, Schubert Cycle, Bruckner Cycle, vv., dưới sự chỉ huy của nhiều nhạc trưởng quốc tế tên tuổi, đặc biệt là các nhạc trưởng có những đóng góp to lớn đối với sự phát triển của dàn nhạc như: Honna Tetsuji (Giám đốc Âm nhạc VNSO từ năm 2009), Colin Metters, Fukumura Yoshikazu, Lê Phi Phi, Jonas Alber, Marc Kissozy... và các nghệ sỹ độc tấu nổi tiếng như: NSND Đặng Thái Sơn, Tsutsumi Tsuyoshi, Tamas Varga, Goto Ryu, Imai Nobuko, Bùi Công Duy, Premysl Vojta, Stefan Schilli, Yamashita Yosuke, Rainer Honeck vv...

## Trình độ chuyên môn
Dàn nhạc Giao hưởng Việt Nam ngày nay bao gồm các nghệ sĩ chuyên nghiệp dưới sự chỉ huy của Nhạc trưởng chính Tetsuji Honna, ông cũng là Giám đốc âm nhạc của Dàn nhạc. Dàn nhạc biểu diễn khoảng 60 buổi hoà nhạc một năm, với vốn tiết mục gồm các tác phẩm nhạc cổ điển, lãng mạn và hiện đại trong đó có nhiều tác phẩm của các nhạc sĩ Việt Nam đương đại. Những tiến bộ trong kỹ thuật biểu diễn của dàn nhạc được khán giả, giới báo chí, giới phê bình âm nhạc và đồng nghiệp ở Việt Nam đánh giá cao.

## Phát triển và thành tựu
Đại diện cho giới âm nhạc ở Việt Nam, VNSO tổ chức và tham gia vào nhiều sự kiên quan trọng. Năm 2003, Dàn nhạc tổ chức nhiều buổi hoà nhạc lớn kỷ niệm 30 năm thiết lập quan hệ ngoại giao giữa Việt Nam và Nhật Bản, đồng thời kỷ niệm Năm giao lưu ASEAN-Nhật Bản. Tháng 3/2003, Dàn nhạc Giao hưởng Osaka tới thăm Việt Nam và phối hợp biểu diễn với Dàn nhạc Giao hưởng Việt Nam tại Nhà hát lớn Hà Nội.Tháng 3/2005, VNSO và Dàn nhạc thính phòng Tubingen của Đức cùng nhạc trưởng Gudni A. Emilsson biểu diễn chương trình hoà nhạc do Viện Goethe tài trợ. Những năm gần đây, Dàn nhạc phối hợp tổ chức nhiều buổi hoà nhạc và sự kiện với Đại sứ quán Nhật Bản, Đại sứ quán Hà Lan, Đại sứ quán Áo, Đại sứ quán Đức và Viện Goethe, Trung tâm văn hoá Pháp..., thể hiện vai trò quan trọng của Dàn nhạc trong việc phát triển mối quan hệ hữu nghị giữa Việt Nam với các nước trên thế giới.

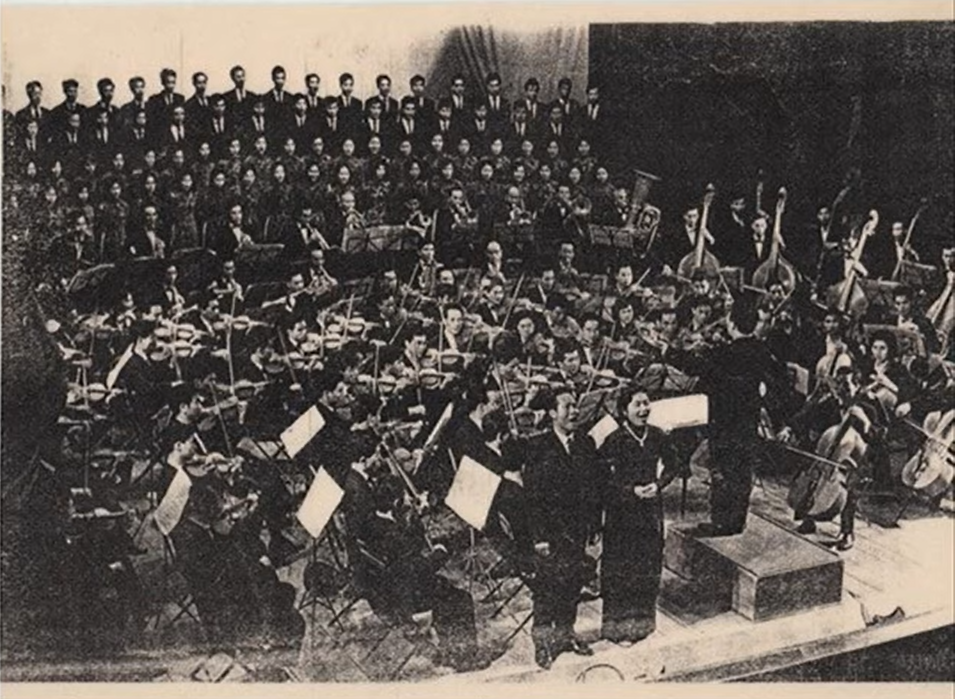
Dàn nhạc giao hưởng Việt Nam

Từ năm 2005, Dàn nhạc xây dựng kế hoạch biểu diễn trước một năm và phát hành cuốn mùa diễn hàng năm, tổ chức các chương trình hoà nhạc đặt vé trước, hoà nhạc đặc biệt và nhiều chương trình hoà nhạc khác tại Nhà hát lớn Hà Nội và Phòng hoà nhạc 226 Cầu Giấy, phối hợp cùng Trung tâm văn hoá Pháp tổ chức các chùm hoà nhạc Mozart Cycle, Baroque & Classical Series...
Từ năm 2007 Dàn nhạc tổ chức Chùm nhạc giao hưởng Mahler (Mahler Cycle) giới thiệu 10 bản giao hưởng của nhạc sĩ Gustav Mahler và từ năm 2009 Dàn nhạc tổ chức Chùm nhạc giao hưởng Beethoven (Beethoven Cycle) gồm chín bản giao hưởng.

## Biểu diễn nước ngoài
Tháng 9/2000 Dàn nhạc lưu diễn lần đầu tiên ở nước ngoài với nhạc trưởng Fukumura Yoshikazu tại 4 thành phố lớn của Trung Quốc: Bắc Kinh, Thượng Hải, Quảng Châu và Quảng Tây. Tháng 9/2003 Dàn nhạc lưu diễn ở Lào và Thái Lan với nhạc trưởng Graham Sutcliffe. Tháng 10/2003, Dàn nhạc lưu diễn ở Nam Ninh, Trung Quốc cùng nhạc trưởng Colin Metters và tháng 10/2004 Dàn nhạc biểu diễn tại Osaka và Tokyo, Nhật Bản với nhạc trưởng Tetsuji Honna trong liên hoan âm nhạc Tuần lễ các dàn nhạc Châu Á. 
Đặc biệt, tháng 5/2008, một lần nữa dưới sự chỉ huy của nhạc trưởng Tetsuji Honna, VNSO đã tham dự Festival âm nhạc cổ điển "Những ngày nhiệt huyết 2008" được tổ chức tại Tokyo – Nhật Bản, một liên hoan âm nhạc có tới hơn 1.000.000 người tham dự. VNSO đã biểu diễn 5 buổi biểu diễn trước hơn 12.000 thính giả yêu thích âm nhạc cổ điển. Đặc biệt là buổi biểu diễn ngày 03/05/2008 có một số lượng khán giả đông kỷ lục là hơn 4.300 người vào xem. Chương trình biểu diễn của dàn nhạc được đánh giá là rất thành công, được giới phê bình âm nhạc và đồng nghiệp đánh giá cao, cho thấy sự tiến bộ của dàn nhạc trong quá trình phát triển từng bước đạt tới trình độ khu vực và quốc tế. VNSO lưu diễn Mỹ tháng 10 năm 2010 tại Carnegie Hall, lưu diễn vòng quanh Nhật Bản năm 2013 nhân dịp kỷ niệm 40 năm quan hệ hữu nghị Việt – Nhật (bắt đầu là Nhà hát Yokohama Minato Mirai rồi Koriyama (Fukushima), Osaka, Nagoya, Tokyo, Kunitachi và Nara), lưu diễn Nga tại học viện âm nhạc Tchaikovsky năm 2014..